# Eurovision Song Contest 1960
Il quinto Gran Premio Eurovisione della Canzone si tenne a Londra (Regno Unito) il 29 marzo 1960.

## Storia
I Paesi Bassi, vincitori dell'edizione precedente a Cannes con la canzone Een Beetje eseguita da Teddy Scholten, rinunciarono a ospitare il concorso di nuovo: l'onore passò così al Regno Unito, che era arrivato secondo l'anno prima. Il concorso venne così ospitato a Londra, alla Royal Festival Hall, la prestigiosa sala concerti a sud del Tamigi.
L’edizione fu vinta dalla Francia, con la canzone Tom Pillibi eseguita da Jacqueline Boyer, la quale procurò la seconda vittoria francese nella competizione. Per la prima volta una canzone vincitrice divenne un vero successo internazionale. 
In questa edizione Anita Traversi, per la Svizzera, canta in italiano Cielo e terra; Renato Rascel rappresenta l'Italia con Romantica: entrambi si classificarono all'ottavo posto con 5 punti.

## Stati partecipanti

Stati partecipanti
| Stato                       | Artista          | Brano                      | Lingua         | Processo di selezione                                                      |
| --------------------------- | ---------------- | -------------------------- | -------------- | -------------------------------------------------------------------------- |
| Austria                     | Harry Winter     | Du hast mich so fasziniert | Tedesco        | Interno                                                                    |
| Belgio                      | Fud Leclerc      | Mon amour pour toi         | Francese       | Eurosong 1960, 24 gennaio 1960                                             |
| Danimarca                   | Katy Bødtger     | Det var en yndig tid       | Danese         | Dansk Melodi Grand Prix 1960, 6 febbraio 1960                              |
| Francia                     | Jacqueline Boyer | Tom Pillibi                | Francese       | Interno                                                                    |
| Germania                    | Wyn Hoop         | Bonne nuit ma chérie       | Tedesco        | Finale nazionale, 6 febbraio 1960                                          |
| Italia                      | Renato Rascel    | Romantica                  | Italiano       | Festival di Sanremo 1960, 30 gennaio 1960                                  |
| Lussemburgo                 | Camillo Felgen   | So laang we's du do bast   | Lussemburghese | Interno                                                                    |
| Norvegia                    | Nora Brockstedt  | Voi Voi                    | Norvegese      | Melodi Grand Prix 1960, 20 febbraio 1960                                   |
| Paesi Bassi                 | Rudi Carrell     | Wat een geluk              | Olandese       | Nationaal Songfestival 1960, 9 febbraio 1960                               |
| Principato di Monaco        | François Deguelt | Ce soir-là                 | Francese       | Interno                                                                    |
| Regno Unito (organizzatore) | Bryan Johnson    | Looking High, High, High   | Inglese        | Eurovision Song Contest British Final 1960, 6 febbraio 1960                |
| Svezia                      | Siw Malmkvist    | Alla andra får varann      | Svedese        | Interno per l'artista; Melodifestivalen 1960 per il brano, 2 febbraio 1960 |
| Svizzera                    | Anita Traversi   | Cielo e terra              | Italiano       | Concours Eurovision 1960, 29 febbraio 1960                                 |

## Struttura di voto
Dieci membri della giuria per ogni paese partecipante che danno un punto alla canzone preferita.
Una nuova regola fu introdotta nel sistema di voto, per cui le giurie furono organizzate in modo tale che ascoltassero, subito prima del concorso, solamente le canzoni e non vedessero l'esecuzione con gli abiti di scena, di ogni canzone in gara.

## Orchestra
Diretta dai maestri: Cinico Angelini (Italia), Øivind Bergh (Norvegia), Franz Josef Breuer (Germania), Cedric Dumont (Svizzera), Thore Ehrling (Svezia), Raymond Lefèvre (Principato di Monaco), Kai Mortensen (Danimarca), Franck Pourcel (Francia), Eric Robinson (Regno Unito e Lussemburgo), Henri Segers (Belgio), Robert Stolz (Austria) e Dolf Van Der Linden (Paesi Bassi).

## Classifica
| N° | Stato                | Cantante         | Canzone                    | Punti | Posizione |
| -- | -------------------- | ---------------- | -------------------------- | ----- | --------- |
| 01 | Regno Unito          | Bryan Johnson    | Looking High, High, High   | 25    | 2         |
| 02 | Svezia               | Siw Malmkvist    | Alla Andra Får Varann      | 4     | 10        |
| 03 | Lussemburgo          | Camillo Felgen   | So Laang We's Du Do Bast   | 1     | 13        |
| 04 | Danimarca            | Katy Bødtger     | Det Var En Yndig Tid       | 4     | 10        |
| 05 | Belgio               | Fud Leclerc      | Mon Amour Pour Toi         | 9     | 6         |
| 06 | Norvegia             | Nora Brockstedt  | Voi-Voi                    | 11    | 4         |
| 07 | Austria              | Harry Winter     | Du Hast Mich So Fasziniert | 6     | 7         |
| 08 | Principato di Monaco | François Deguelt | Ce Soir-là                 | 15    | 3         |
| 09 | Svizzera             | Anita Traversi   | Cielo e Terra              | 5     | 8         |
| 10 | Paesi Bassi          | Rudi Carrell     | Wat Een Geluk              | 2     | 12        |
| 11 | Germania Ovest       | Wyn Hoop         | Bonne Nuit, Ma Chérie      | 11    | 4         |
| 12 | Italia               | Renato Rascel    | Romantica                  | 5     | 8         |
| 13 | Francia              | Jacqueline Boyer | Tom Pillibi                | 32    | 1         |